# Synagoga Augusta Barucha w Łodzi
Synagoga Augusta Barucha w Łodzi – prywatny dom modlitwy znajdujący się w Łodzi przy ulicy Nowy Rynek 10.
Synagoga została zbudowana w 1876 roku. Podczas II wojny światowej hitlerowcy zdewastowali synagogę.